# 19022 Penzel
19022 Penzel este un asteroid din centura principală de asteroizi.

## Descriere
19022 Penzel este un asteroid din centura principală de asteroizi. A fost descoperit pe 26 septembrie 2000 la Drebach de Gerhard Lehmann. El prezintă o orbită caracterizată de o semiaxă mare de 2,54 ua, o excentricitate de 0,08 și o înclinație de 2,2° în raport cu ecliptica.